# Ardon (Tinée)
Pour les articles homonymes, voir Ardon.
L'Ardon est une rivière française du département Alpes-Maritimes, de la région Provence-Alpes-Côte d'Azur, sur la seule commune de Saint-Étienne-de-Tinée, et un affluent droit de la Tinée, c'est-à-dire un sous-affluent du fleuve le Var.

## Géographie
De 12,2 kilomètres de longueur, l'Ardon prend sa source sur la commune de Saint-Étienne-de-Tinée, au nord de l'Ardon (2 288 m), à 2 250 mètres d'altitude.
Il coule globalement du sud-ouest vers le nord-est, descend le vallon de Demandols.
Il conflue sur la même commune de Saint-Étienne-de-Tinée, en rive droite de la Tinée, à 1 144 mètres d'altitude.

### Commune et canton traversés
Dans le seul département des Alpes-Maritimes, l'Ardon traverse la seule commune de Saint-Étienne-de-Tinée source et confluence. Donc en termes de canton, l'Ardon traverse le seul canton de Saint-Étienne-de-Tinée, dans l'arrondissement de Nice, et dans l'intercommunalité Métropole Nice Côte d'Azur.

### Bassin versant
L'Ardon traverse une seule zone hydrographique « La Tinée de sa source au ruisseau du vallon de la Roya » (Y620) de 218 km2 de superficie,.
Le bassin versant de l'Ardon a 35,46 km2 de superficie.
Les cours d'eau voisins sont la Tinée au nord, au nord-est et à l'est, le vallon de Roya au sud-est, le Tuébi au sud, le Var au sud-ouest et à l'ouest, le torrent de Sestrière et le Gialorgues (ou vallon de Saint-Dalmas) au nord-ouest,.

### Organisme gestionnaire
L'organisme gestionnaire est le SMIAGE ou Syndicat Mixte Inondations, Aménagements et Gestion de l'Eau maralpin, créé en le 1er janvier 2017 , et s'occupe désormais de la gestion des bassins versants côtiers des Alpes-Maritimes, en particulier de celui du fleuve le Var. Celui-ci « a été reconnu comme EPTB, avec les félicitations du jury, lors de la séance du comité de bassin de l’Agence l’eau Rhône-Méditerranée-Corse du vendredi 22 juin 2018 car il porte à la fois des politiques liées à la prévention du risque inondation et la gestion des milieux aquatiques »,.

## Affluents
L'Ardon a un seul tronçon affluent référencé :
- le ruisseau de Chabanals (rg[note 2]), 2,7 km, sur la seule commune de Saint-Étienne-de-Tinée.

Géoportail signale aussi :
- le Ravin de la Cime (rg)
- le Ravin de Barel (rd)
- le Vallon de Bolotre (rg)
- le Vallon des Collets (rg)
- le Ravin de Lenté (rd)
- le Vallon du Pis de l'Arg (rg)
- le vallon de Gaudissart (rd)
- le Vallon de Lieuson (rd)
- le Vallon de Rechaussenc, rg)

### Rang de Strahler
Le rang de Strahler de l'Ardon est donc de deux par le ruisseau de Chabanals.

## Hydrologie
Son régime hydrologique est dit pluvial méridional.

## Aménagements et écologie

### AAPPMA de la Haute Tinée
La Pêche sur l'Ardon relève da l'AAPPMA de "la Haute Tinée"